# Alexander Riese
Alexander Riese, född den 2 juni 1840 i Frankfurt am Main, död där den 8 oktober 1924, var en tysk klassisk filolog och antikhistoriker.
Riese fick sin grundläggande utbildning i hemstaden och studerade därefter vid universiteten i Erlangen, Bonn och Berlin. Vid sidan av hans editioner av Varro's Satiræ Menippeae (1865), av Anthologia Latina (1869-70; 2:a upplagan 1894), av Ovidius (1871-77), av Historia Apollonii Regis Tyri (1871, 2:a upplagan 1893), av Catullus (1884, med kommentar) och av Phaedrus (1885), publicerade han en suggestiv essay, Idealisierung der Naturvölker des Nordens in den griechischen und römischen Litteraturen (1875), och två monografier om tidig tysk historia, Das Rheinland in der Römerzeit (1889) och Das Rheinische Germanien in der antiken Litteratur (1892).